# Steve Schmutzler
Steve Schmutzler (* 18. Juni 1984 in Rodewisch) ist ein deutscher Faustballspieler. Sein Länderspiel-Debüt gab er 2007 beim Frühlingsturnier in Vaihingen/Enz gegen die Schweiz. Seine Bundesliga- und Nationalmannschaftskarriere begann in Rosenheim, wo er auch heute noch lebt und arbeitet.

## Karriere
Die Karriere von Steve Schmutzler begann als Jugendspieler bei einem sächsischen Verein, der SG Waldkirchen. Aufgrund beruflicher Veränderung zog es ihn im Jahr 2003 nach Bayern, wo er über 10 Jahre lang den Hauptangriff beim MTV Rosenheim stellt. Er wird sowohl im Verein, als auch in der Nationalmannschaft auf der linken Angriffsseite eingesetzt. Im Jahr 2007 gab er sein Länderspiel-Debüt für die deutsche Faustballnationalmannschaft.
In der U18-Nationalmannschaft war er fester Bestandteil des Teams und gewann in den Jahren 2001 und 2002 jeweils den Europameistertitel. Die U21-Nationalmannschaft pausierte er komplett und kam 2009 zurück, als er bei den World-Games 2009 in Taiwan die Position als Hauptangriff einnahm. Trotz einer guten Vorstellung sprang nur der 4. Platz heraus.
Am Weltmeistertitel 2011 hatte er erheblichen Anteil. Im Jahr 2012 verletzte sich der „Österreichschreck“ schwer an der Achillessehne und fiel für längere Zeit aus. Im darauffolgenden Jahr kämpfte er sich ins Nationalteam zurück und wirkte beim Titelgewinn bei den World-Games in Kolumbien mit.
In der Jugend konnte er mit der SG Waldkirchen einige DM-Titel sichern. Mit dem MTV Rosenheim konnte er 2008 die Silbermedaille bei den Deutschen Meisterschaften (Feld) gewinnen. Auch in der Halle konnte man auf sich aufmerksam machen, als Rosenheim 2012 in Stuttgart den späteren deutschen Meister Vaihingen/Enz bezwang und ins Halbfinale einzog. Die folgenden Erfolge verzeichnete er auf Rasen, als er mit dem MTV 2015 und 2016 die Bronzemedaille bei den Deutschen Meisterschaften sowie beim erstmals ausgerichteten Fistball Men’s European Cup 2016 erringen konnte. Auch bei der zweiten Auflage dieser internationalen Veranstaltung war er mit dem MTV Rosenheim im schweizerischen Diepoldsau erfolgreich. In einem engen Finale musste man sich nur den Gastgebern aus Diepoldsau geschlagen geben und erreichte damit den größten Vereinserfolg der Geschichte. Im März 2017 errang er dann den bis dahin größten Erfolg für sich und seinen Verein in der Halle. Bei der „DM dahoam“ konnten sie nur vom Seriensieger aus Hessen im Finale gestoppt werden.
Nach diesem Erfolg verließ Schmutzler den MTV Rosenheim und wechselte für den verletzten Patrick Thomas zum TSV Pfungstadt. Der erste Auftritt mit dem neuen Verein war in Curitiba/BRA bei der höchsten Vereinsmeisterschaft im Faustball, dem Weltpokal (IFA Fistball Men’s World Cup). In einem knappen Finale unterlag man dem Südamerika-Meister aus Sogipa Porto Allegre (BRA). Zwei Monate später spielte er beim EFA Fistball Men’s Champions Cup (Hallen-Europapokal der Männer) in Brettorf erneut auf internationalem Parkett. In einem hochklassigen Finale gegen den ausrichtenden TV Brettorf ging er mit seinem Team diesmal als Sieger vom Platz. Zur Feldsaison 2018 wechselte er wieder zurück zum MTV Rosenheim, mit dem er aus der 1. Bundesliga Süd abstieg.
Im Jahr 2019 wurde Schmutzler in Winterthur zum dritten Mal Weltmeister. Zudem wurde er zum Vize-Präsidenten des Faustball-Weltverbands (IFA) gewählt. Ende September 2019 gab Steve Schmutzler seinen Rücktritt aus der Nationalmannschaft bekannt.

## Erfolge
Nationalmannschaft
- 2001: U18-Europameister (Wallisellen/CH)
- 2002: U18-Europameister (Villach/AUT)
- 2009: 4. Platz World-Games (Kiaushiung/TWN)
- 2010: 3. Platz Europameisterschaft (Ermatingen/CH)
- 2011: Weltmeister (Linz/AUT)
- 2013: World-Games-Sieger (Cali/KOL)
- 2015: Weltmeister (Cordoba/ARG)
- 2016: Europameister (Grieskirchen/AUT)
- 2017: World-Games Sieger (Wrocław/POL)
- 2019: Weltmeister (Winterthur/CH)

Verein
- 2008: 2. Platz Deutsche Meisterschaft in Hirschfelde (Feld)
- 2008: 5. Platz Deutsche Meisterschaft in Düdenbüttel (Feld)
- 2012: 4. Platz Deutsche Meisterschaft in Stuttgart (Halle)
- 2015: 3. Platz Deutsche Meisterschaft in Hirschfelde (Feld)
- 2016: 3. Platz Fistball Men’s European Cup in Linz/AUT (Feld)
- 2016: 3. Platz Deutsche Meisterschaft in Bredstedt (Feld)
- 2017: 2. Platz Fistball Men’s European Cup in Diepoldsau/CH (Feld)
- 2017: 2. Platz IFA Fistball World Cup in Curitiba/BRA (Feld)
- 2018: 1. Platz Fistball Men’s Champions Cup in Brettorf (Halle)

## Ehrungen
Am 25. Oktober 2013 wurde Schmutzler für den World-Games-Titel in Kolumbien durch Bundespräsident Joachim Gauck für den sportlichen Erfolg mit dem Silbernen Lorbeerblatt geehrt. Im Rahmen einer Feier, die von Johannes B. Kerner moderiert wurde, bekam er die höchste Auszeichnung für deutsche Sportler überreicht.
Am 12. Februar 2016 wurde er zu Rosenheims Sportler des Jahres 2015 gewählt. Wahlberechtigt waren Vertreter sämtlicher Medienorgane der Stadt, die Funktionäre des Sport-Stadtverbands SfL sowie leitende Mitarbeiter der Stadtverwaltung Rosenheim. 2017 erhielt er diese Auszeichnung mit dem Team.
Nach dem Gewinn der Goldmedaille bei den World-Games in Wrocław/POL wurde ihm erneut das Silberne Lorbeerblatt verliehen. Bundespräsident Frank-Walter Steinmeier überreichte ihm bei einem feierlichen Anlass im Schloss Bellevue das Abzeichen.